# Centella asiatica
Centella asiatica es una pequeña planta anual herbácea de la familia Apiaceae, de Asia. Nombres comunes incluyen: taquibsuso de Filipinas, gotu kola, antanan, pegaga, brahmi y centella asiática.
Se usa como hierba medicinal en la medicina ayurvédica y en la medicina tradicional china.

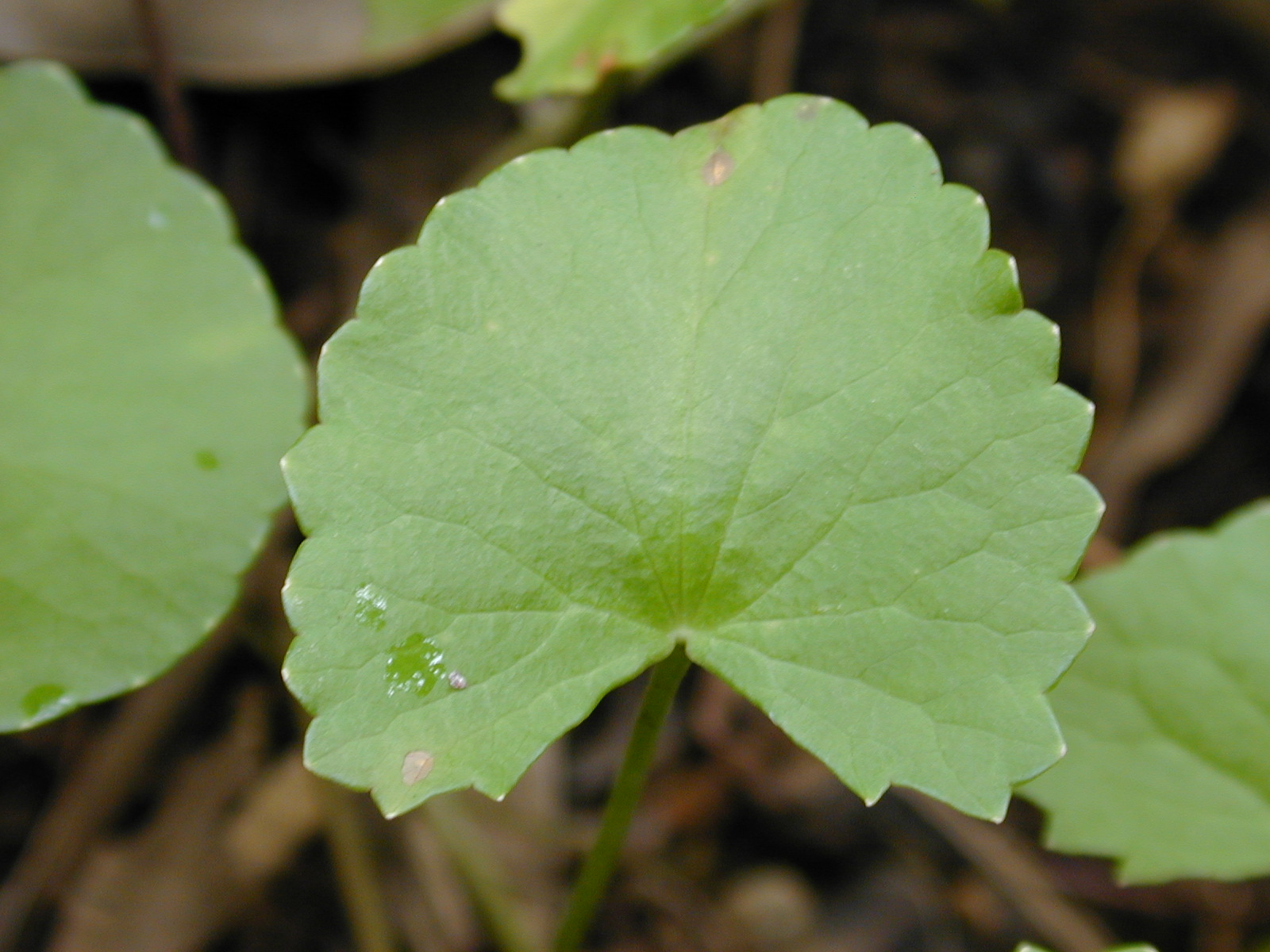
Detalle de las hojas

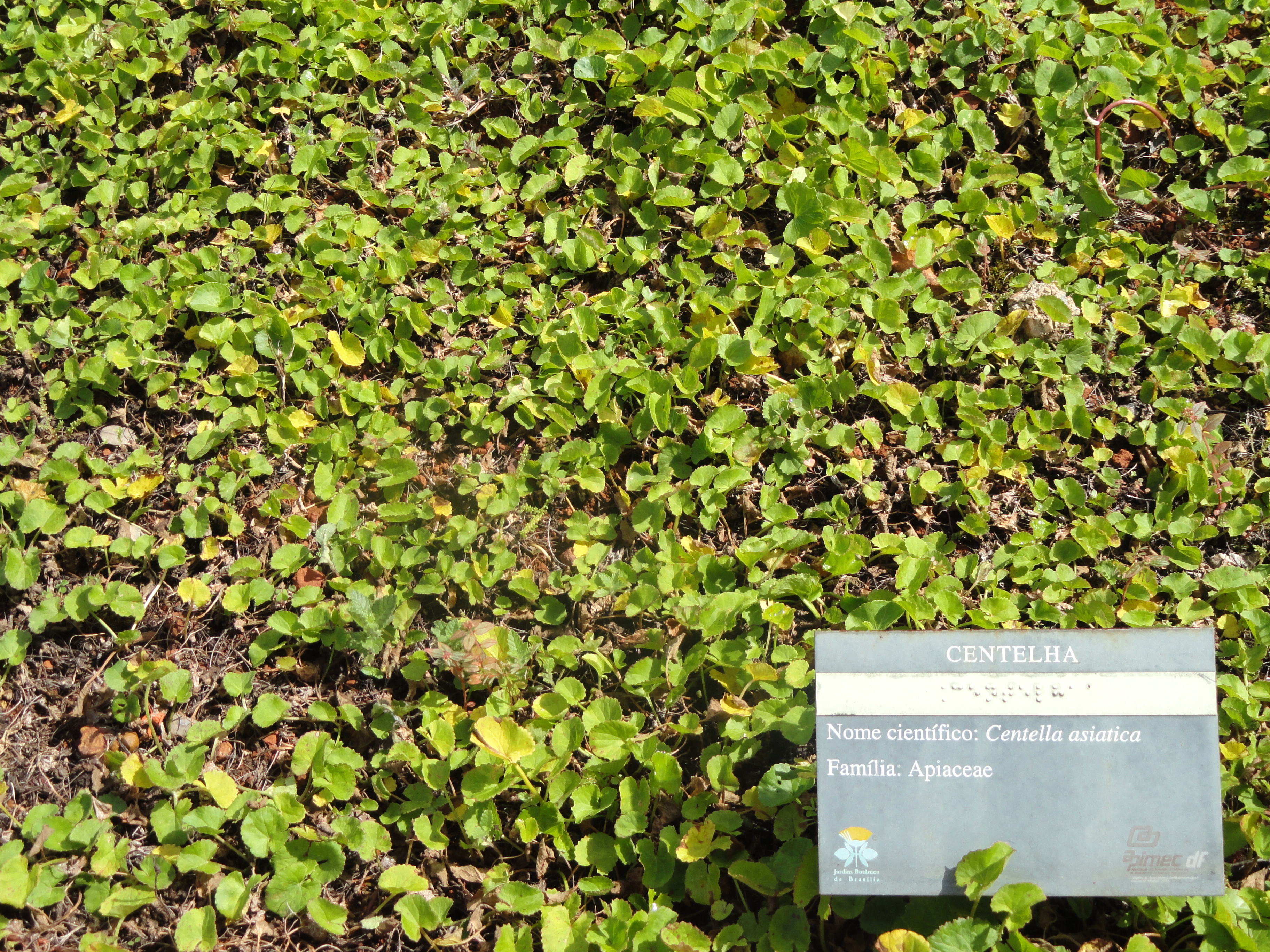
Vista de la planta

## Descripción
Los tallos son finos, con estolones rastreros, colores verdosos a rojizos, plantas interconectadas entre sí. Tiene hojas largas, verdes, reniformes con ápices redondeados con textura epidérmica suave con vasos marcados. Las hojas nacen en peciolos pericládicos, de 2 dm. Las raíces son rizomatosas, creciendo verticalmente, de color crema y cubiertas de pelos radiculares.
Las flores son de rosadas a rojas, en pequeñas y redondeadas umbelas cerca del suelo. Cada flor está parcialmente encerrada en dos brácteas verdes. Las flores hermafroditas son diminutas (menos de 3 mm), con 5 a 6 corolas por flor, con cinco estambres y dos estigmas.
El cultivo está listo para cosechar en tres meses y toda la planta, con raíces, se cosecha a mano.

## Composición
De acuerdo con la Farmacopea Europea la sustancia vegetal se compone de las partes aéreas secas, fragmentadas, que contiene como mínimo un 6% en derivados triterpenoides saponínicos, expresado como asiaticósido (C
48H
78O
19); Mr 959.15), siendo éste el principio activo más importante de la planta y al cual se le atribuye la mayor parte de sus propiedades.
De acuerdo a la información recogida en el informe de la EMEA (Agencia Europea del Medicamento), contiene además otras saponinas o pseudosaponinas (madecassosido, braminosido, brahmanosido, brahminosido, tankunisido, isotankunisido, indocentellosido); un 0,1% de aceite esencial; flavonas tipo astragalina, quercetina, apigenina, rutina y kaempferol; sesquiterpenos, triterpenos esteroídicos (estigmasterol y sitosterol) y triterpenos ácidos (ácido asiático, entre otros).

## Utilidad y usos
Se consume en ensalada y se le atribuye un número elevado de propiedades medicinales.
La planta fresca y sus extractos presentan propiedades cicatrizante, antiulcerosas, psiconeurológicas, anticonceptivas, antioxidantes, antiinflamatorias, emenagogas, angiogénicas, antiproliferativas, antimicrobianas, inmunomoduladoras y antimutagénicas.
Esteroides aislados de la planta se han usado para tratar la lepra. Los herbólogos saben de un factor de longevidad que posee la planta 'Vitamina X de la juventud' para el cerebro y las glándulas endocrinas' y con extractos de la planta ayuda para la circulación y problemas de piel [Medicina Natural de Richard Lucus et. al.]. La centella asiática ayuda a combatir la celulitis y también las consecuencias del sobrepeso, ayudando a que los tejidos retomen su forma, función y estructuras correctas originales al obtener la eliminación de líquidos y localizadas debajo de la piel y entre los tejidos. Además, evidencia preliminar sugiere que puede tener efecto nootrópicos (efecto neuroprotector, gabaérgico, glutamatérgico y estimulante de la neurogénesis), ansiolítico y antidepresivo.
Se han llevado a cabo algunas aplicaciones medicinales con esta planta, siendo el tratamiento contra la lepra uno de los más avalados por la ciencia médica; la centella asiática ayuda a sobrellevar los síntomas de esta enfermedad a los pacientes que la padecen. También se sabe que, puestas en forma de cataplasma sobre las heridas, la planta resulta ser un remedio bastante eficaz debido a sus propiedades cicatrizantes. A la centella asiática se le conoce también con el nombre de "la hierba de los tigres" ya que los cazadores que seguían a estos enormes felinos, iban en busca de la planta para curarse de sus heridas.[cita requerida]
Ahora bien, tal y como recoge la monografía de la OMS y la información emitida por la EMEA (Agencia Europea del Medicamento), la planta fresca, sus extractos y tinturas se han utilizado por vía tópica y oral para el tratamiento de úlceras leprosas, viruela, sífilis, hepatitis, cólera, disentería, sarampión, anemia, asma, bronquitis, celulitis, estreñimiento, dismenorrea, disuria, uretritis, epistaxis, epilepsia, hematemesis, hemorroides, hipertensión, ictericia, cirrosis hepática, leucorrea, nefritis, trastornos nerviosos, neuralgia, reumatismo, dolor de muelas, varices, contusiones, fracturas cerradas, esguinces, forunculosis y dermatitis. Pero solo se ha demostrado clínicamente su eficacia, por vía oral, para el tratamiento de los síntomas de estómago inducidos por el estrés y la úlcera duodenal; y por vía tópica para el tratamiento de heridas, quemaduras y úlceras y la prevención de las cicatrices queloides e hipertróficas y para acelerar la cicatrización, particularmente en casos de trauma posquirúrgico crónico. Por su parte la literatura científica que hace referencia a su uso tradicional únicamente avala la eficacia de Centella asiática en la mejora de la salud mental y cognitiva y en el tratamiento de úlceras y trastornos venosos (hipertensión venosa).

#### La centella asiática en el mundo de la belleza
Esta planta medicinal se utiliza para la reducción de las arrugas faciales, debido a su principio activo asiaticoside, de propiedades regenerantes. También estimula la microcirculación, acelerando el metabolismo del folículo piloso.

## Precauciones de uso
La Centella asiática es bien tolerada a dosis terapéutica. Como efectos secundarios se ha observado, por vía tópica, reacciones alérgicas en personas sensibles e hiperqueratinización y molestias gástricas menores (náuseas) cuando se administra por vía oral.
La EMEA (Agencia Europea del Medicamento) recomienda evitar su uso durante la gestación ya que, por sus propiedades emenagogas, podría dar lugar a aborto. También indica que, en ensayos efectuados en ratas hembra, se ha observado un descenso de la fertilidad, por lo que debe evitarse en aquellos periodos en que se busca la concepción.
Consumirla en altas cantidades puede provocar dolores de cabeza, mareos e incluso pérdida temporal de la memoria. Se recomienda que quien haya tomado de esta planta evite conducir automotores por un tiempo prudencial.

## Taxonomía
Centella asiatica fue descrita por L. Urb. y publicado en Flora Brasiliensis 11(1): 287. 1879.
Sinonimia:
| - Centella biflora (P.Vell.) Nannf. - Centella coriacea Nannf. - Centella dusenii Nannf. - Centella erecta (L.f.) Fernald - Centella floridana (J.M.Coult. & Rose) Nannf. - Centella hirtella Nannf. - Centella repanda (Pers.) Small - Centella repanda var. floridana Small - Centella triflora (Ruiz & Pav.) Nannf. - Glyceria repanda Nutt. - Hydrocotyle asiatica L. - Hydrocotyle asiatica fo. luxurians Donn.Sm. | - Hydrocotyle biflora P.Vell. - Hydrocotyle brasiliensis Scheidw. ex Otto & F.Dietr. - Hydrocotyle brevipedata St.Lag. - Hydrocotyle erecta L. f. - Hydrocotyle ficarifolia Stokes - Hydrocotyle ficarioides Lam. - Hydrocotyle inaequipes DC. - Hydrocotyle lurida Hance - Hydrocotyle nummularioides A.Rich. - Hydrocotyle reniformis Walter - Hydrocotyle repanda Pers. - Hydrocotyle sylvicola E. Jacob Cordemoy - Hydrocotyle triflora Ruiz & Pav. |